# Franco Frattini
Franco Frattini (Roma, 14 de marzo de 1957-24 de diciembre de 2022) fue un político y magistrado italiano.
Fue Comisario europeo de Justicia, Derechos Fundamentales y Ciudadanía y vicepresidente de la Comisión Europea desde 2004 hasta 2008, diputado de la República italiana, ministro de Asuntos Exteriores y ministro de Función Pública de Italia.
Fue presidente de sección del Consejo de Estado de Italia y presidente de SIOI. Era profesor extraordinario de la Link Campus University de Roma, donde se ocupaba de estudios estratégicos y ciencias diplomáticas .

## Biografía
Licenciado en Derecho en la Universidad de Roma La Sapienza, fue abogado del Estado y magistrado del Tribunal Administrativo Regional de Piamonte. Inicialmente, militó en el Partido Socialista Italiano, para luego adherirse a Forza Italia en 1994.
Antes de sustituir a Rocco Buttiglione en 2004 como candidato a comisario de justicia de la Comisión Europea, era Ministro de Asuntos Exteriores en el gobierno de Silvio Berlusconi. En la Comisión Europea presidida por José Manuel Durão Barroso, además de ser uno de los vicepresidentes, estuvo encargado de los asuntos de justicia, libertades y seguridad.
En mayo de 2008, abandonó su puesto de comisario europeo para hacerse cargo otra vez de la cartera de Exteriores con Berlusconi que, como líder del conservador El Pueblo de la Libertad, junto con la derechista Liga Norte y el regionalista Movimiento por las Autonomías ganó en las elecciones celebradas los días 13 y 14 de abril. Sin embargo, en 2012 se alejó del Pueblo de la Libertad, como ya no estaba de acuerdo con la línea política de la refundada Forza Italia.